# Лушай
Лушай (лит. Lūšiai) — небольшое озеро на востоке Литвы, расположенное на территории Игналинского района.

## Расположение
Озеро Лушай находится на территории Аукштайтского национального парка в 4 километрах к западу от Игналины. Лежит на высоте 138,1 метра.

## Описание
Протяжённость озера с севера-запада на юго-восток составляет 6,54 км, максимальная ширина — 1,12 км. Береговая линия озера извилиста, длина 16,7 км. Берега низкие, нередко заболоченные. Площадь водной поверхности — 3,909 км². Средняя глубина 13.9 м, наибольшая — 37 м. На севере Лушай соединяется с озером Асалнай, на юге — с озером Шакарвай. Лушай принадлежит к бассейну Жеймяны. Площадь водосбора озера составляет 465 км². На восточном берегу озера находится деревня Палуше, на северо-востоке — Мейронис, на северном — Пабирже, на юго-западном — деревни Мачютишки, Кишкяй и Каукишкес. К западной части озера подходит дорога 1433 Кирдейкяй — Анталксне — Шакарва. К восточной части подходит дорога 114 Молетай — Калтаненай — Игналина.

## Галерея

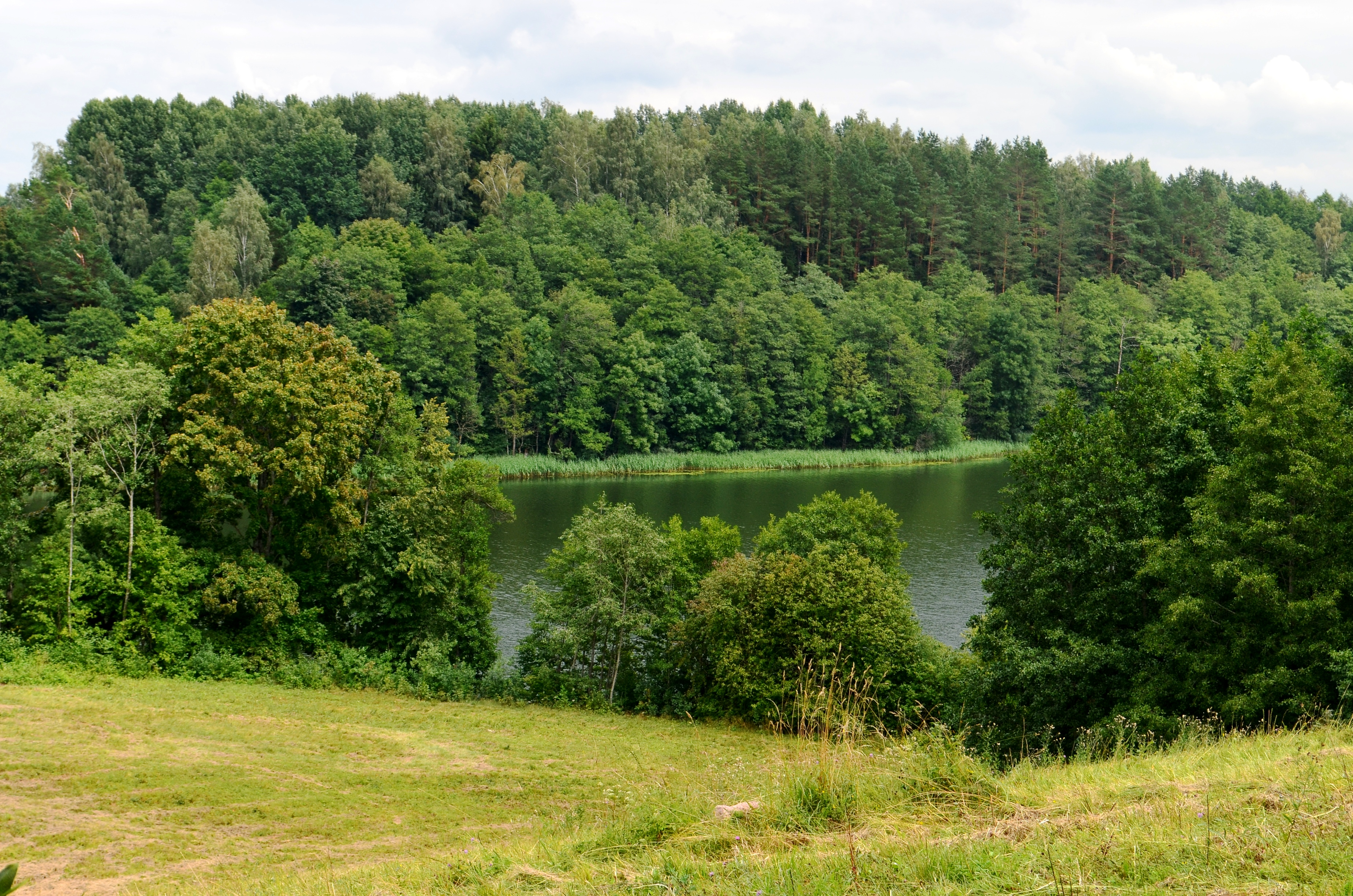
Вид на озеро из села Каукишкес
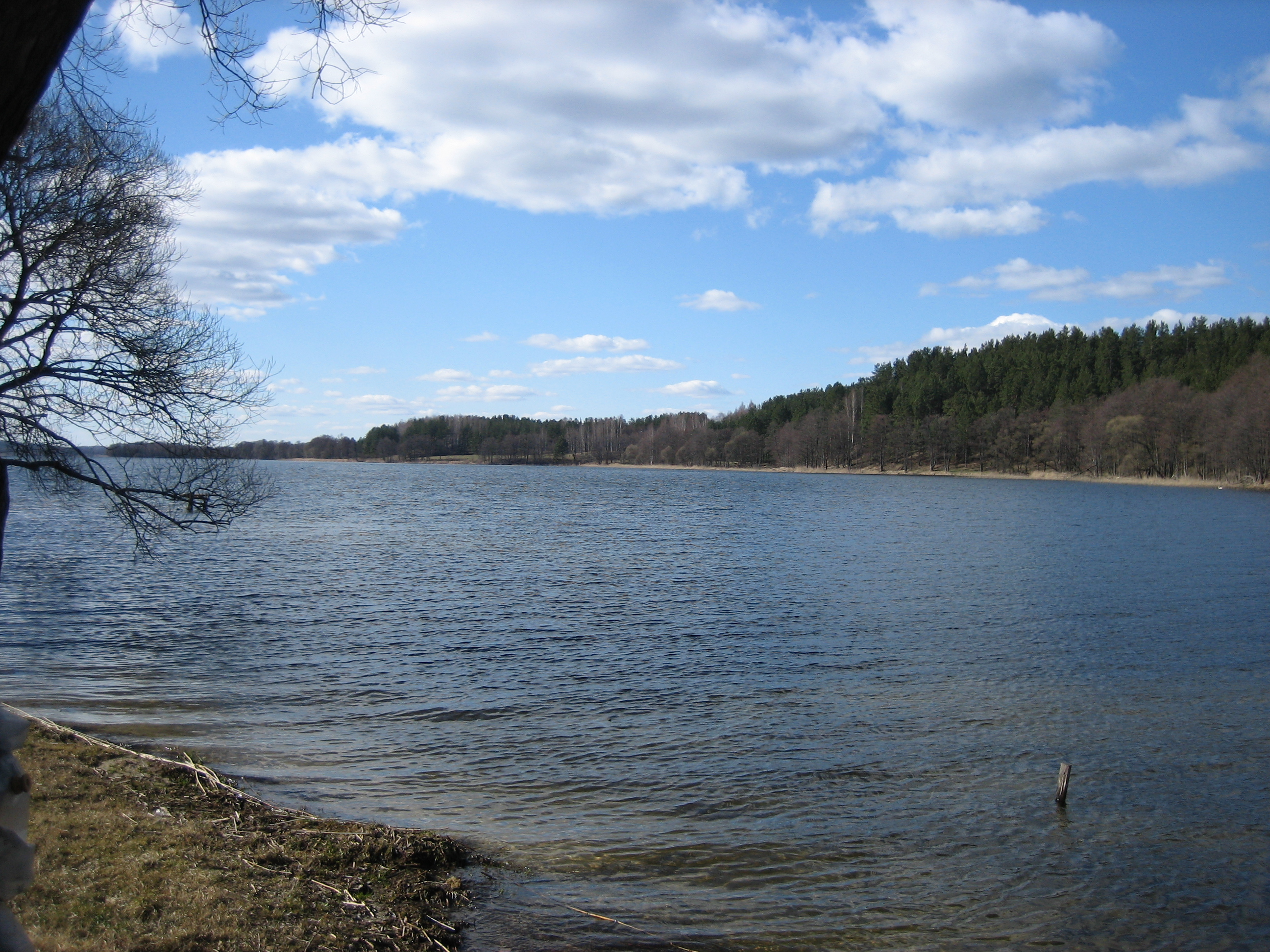
Озеро в 2007 году
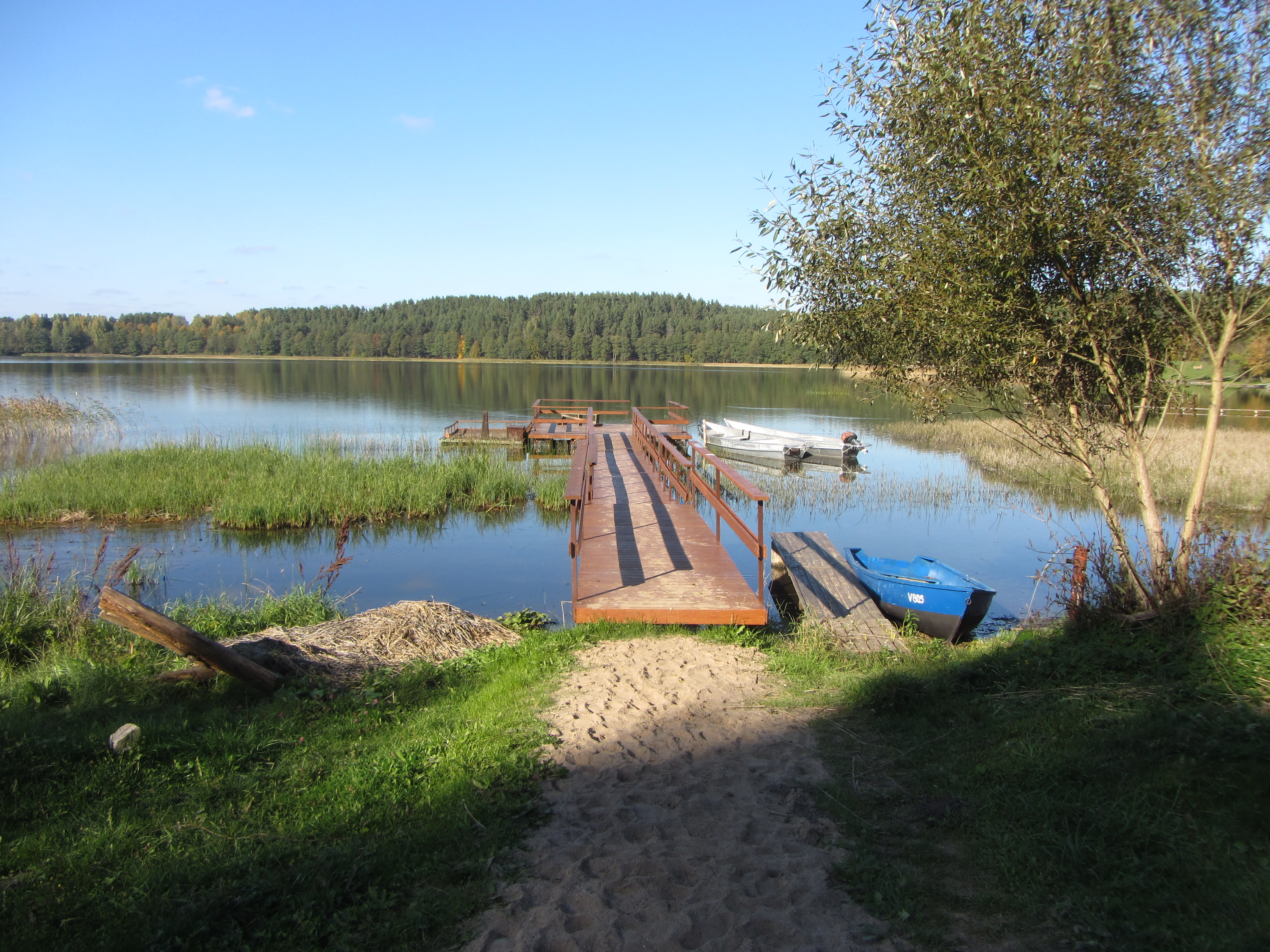
Лушяй у села Палуше